# Kalaj(II) sulfat
Kalaj(II) sulfat (O4) je hemijsko jedinjenje. On je beli prah koji apsorbuje dovoljno vlage iz vazduha da se rastvori u njoj, i.e. on je delikvescentan.
4 se može pripremiti reakcijom zamene između metalnog kalaja i bakar(II) sulfata:
Kalaj(II) sulfat je podesan izvor kalaj(II) jona nekontaminiranih kalaj(IV) jonima.